# 交響曲第60番 (ハイドン)
交響曲第60番 ハ長調 Hob. I:60 は、フランツ・ヨーゼフ・ハイドンが1774年頃に作曲した交響曲。『うかつ者』（あるいは『迂闊者』、Il distratto）の愛称で知られる。
愛称については、日本では他にも『愚か者』や『うつけ者』、『迂闊な男』、『うっかり者』、『ぼんやり者』、『うすのろ』など、CDや出版物によって様々に表記されている。

## 概要
本作は、フランスの劇作家ジャン＝フランソワ・ルニャールが1697年に書いた喜劇『ぼんやり者』（Le Distrait）をドイツ語に翻案した『うかつ者』（Der Zerstreute, 全5幕）のために書かれた劇付随音楽（ハイドンはこの劇のために序曲・各幕の間の間奏曲（4曲）、およびフィナーレを作曲し、カール・ヴァール（Karl Wahr）一座によって1774年にエステルハーザで上演された）を交響曲の形にまとめたものであり、そのため本作は、他のハイドンの交響曲と異なり全6楽章から構成される。
自筆原稿は存在しないが、古い筆写譜に「うかつ者」（Il Distratto）または「喜劇『うかつ者』のためのシンフォニア」（Sinfonia per la Comedia intitolato il Distratto）と注記されている。
本作はハイドンの生前から非常に人気があり、1774年11月のブラチスラヴァでの演奏は大成功を伝えているが、晩年のハイドンはあまりこの作品のことをよく思っていなかったらしく、1803年にマリア・テレジア・フォン・ネアペル＝ジツィーリエン（フランツ2世の皇后）がウィーンで本作を演奏するためにハイドンに楽譜を要求した際には、ハイドンはヨーゼフ・エルスラー（エステルハージ家のオーボエ奏者）宛ての手紙でこの作品を「古いシュマーン」（den alten Schmarrn）と呼んでいる（「シュマーン」（Schmarrn）はオーストリアの食べ物の名前だが、ほかに「つまらないもの」という意味もある）。

## 楽器編成
オーボエ2、ファゴット、ホルン2、トランペット2、ティンパニ、弦五部。
この頃までハイドンの交響曲はファゴットのパートが独立して存在しておらず、チェロおよびコントラバスの楽譜を演奏した。
また、初期の楽譜ではC管のホルンまたはトランペットのいずれかが指定されているが、1803年にマリア・テレジア・フォン・ネアペル＝ジツィーリエンに送った版（上記ヨーゼフ・エルスラーの兄弟であるヨハン・エルスラーによって筆写された）では、ホルンとトランペットの両方が指定されている。

## 曲の構成
ハイドンの交響曲としては他に類を見ない変則的な6楽章制を採るが、曲は喜劇の内容を反映して諧謔に富み、また民謡風の部分が多い。抒情的で静かな音楽の途中で、ふざけた、茶化すような曲想が乱入してきたり（第2楽章および第5楽章）、和声法の反則が侵されたり（第4楽章）、バルカン半島やハンガリーの民俗音楽の粗野な一面が誇張されたり（第3楽章および第4楽章）と、堅苦しくない性格が何かと打ち出されている。これらは、原作となったドタバタ劇の主人公の、うっかりした性格に関連している。演奏時間は約30分。
- 第1楽章 アダージョ - アレグロ・ディ・モルト
ハ長調、4分の2拍子 - 4分の3拍子、ソナタ形式。

劇の序曲に相当する。4分の2拍子の穏やかな序奏の後に、4分の3拍子の高速で華やかな第1主題（譜例）がはじまる。第2主題は弦楽器だけではじまるが、曲を途中で忘れたかのように同じ音を繰り返しながら  まで消え入り（ここでは "perdendosi" と指定されている）、急に思い出したかのように  で続きが演奏される。展開部では第45番『告別』の冒頭が突然現れる。

- 第2楽章 アンダンテ
ト長調、4分の2拍子、ソナタ形式。

静かにはじまるように見せかけて、3小節目に管楽器を中心とした変な楽想が  で入ってくる。途中で3拍子に聞こえる部分はフランスの舞曲のパロディで、シスマンによると放蕩者のシュヴァリエを描いたものという[6]。

- 第3楽章 メヌエット - トリオ
ハ長調 - ハ短調、4分の3拍子。
途中にフーガ的な部分があり、トリオ部分はハ短調に転調する。オーボエによる民族音楽風の部分がある。

- 第4楽章 プレスト
ハ短調、4分の2拍子。
弦楽器のユニゾンで始まり、すぐに変ホ長調に変わる。展開部はドローンに乗ったジプシー音楽風の部分がある。最後はハ長調に変わり、賑やかに終わる。

- 第5楽章 アダージョ（ディ・ラメンタチオーネ） - アレグロ
ヘ長調、4分の2拍子、リート形式。
第2ヴァイオリンの6連符に乗って、美しい旋律が演奏されるが、途中でティンパニを含む軍楽調のファンファーレによって突然曲が中断される。これは劇の第5幕の使者の到着を表すものと考えられる[7][8]。最後は急に速度が増してアレグロになって終わる。

- 第6楽章 フィナーレ：プレスティッシモ
ハ長調、4分の2拍子。
（譜例1）
（譜例2）
非常に速いフィナーレであるが、曲の冒頭で、演奏中にヴァイオリン奏者の調弦が間違っていることに気付いて調弦をやり直すという場面（譜例1）が挿入されており、ここではヴァイオリンのG線の開放弦（ト音）をヘ音にして開始（スコルダトゥーラ）し、ポルタメントしながらト音に調弦し直して演奏を再開する（近年では、サイモン・ラトルが1990年にバーミンガム市交響楽団と共演した録音において、指揮者のラトルが口笛を吹いてヴァイオリンの調弦ミスを指摘し、やり直しを合図するという演出がなされている）。
また、ハ短調で演奏される民謡風の旋律（譜例2）は、実際の民謡『夜警』（Der Nachtwächter）から旋律を採っている[9][10]。